# Neukaledonische Fußballnationalmannschaft
Die neukaledonische Fußballnationalmannschaft ist das Auswahlteam des französischen Überseegebiets Neukaledonien.
Neukaledonien ist seit 2004 Mitglied des Weltfußballverbandes FIFA und seit 2004 Vollmitglied des Kontinental-Verbandes OFC (seit 1969 bestand eine sog. assoziierte Mitgliedschaft). Seit Bestehen der FIFA-Mitgliedschaft ist Neukaledonien berechtigt, an Fußball-Weltmeisterschaften teilzunehmen. Am OFC-Nations-Cup nahm der Verband bereits als assoziiertes Mitglied seit seiner Gründung teil. Bisher ist es der Mannschaft noch nicht gelungen, sich für die Fußball-Weltmeisterschaft zu qualifizieren. Für den OFC-Nations-Cup war man bisher sechsmal qualifiziert.
Beim Fußballturnier der Pazifikspiele war die Mannschaft 1963, 1969, 1971, 1987 und 2007, 2011, 2015 und 2023 siegreich.
Außerdem beteiligt sich die Nationalelf an der Coupe de l’Outre-Mer, dem Wettbewerb für Nationalmannschaften aus Frankreichs überseeischen Gebieten. Bisher beste Platzierung dabei war Rang 5 beim Turnier 2008.

## Neukaledonien bei der Fußball-Weltmeisterschaft
Die Qualifikation zur Fußball-Weltmeisterschaft 2006 in Deutschland markiert den ersten Auftritt einer neukaledonischen Auswahl bei einem FIFA-Weltturnier. In der Gruppe 1 der Ozeanien-Zone spielte die Mannschaft gegen die Cookinseln (8:0), die Salomonen (0:2), Tahiti (0:0) und Tonga (8:0). Nach dieser Runde belegte Neukaledonien den dritten Tabellenrang hinter den Salomonen und Tahiti, was das Ausscheiden bedeutete.
Bei der Qualifikation zur Fußball-Weltmeisterschaft 2010 in Südafrika belegte Neukaledonien den zweiten Platz in der ersten Vorrundengruppe hinter Fidschi (1:1) und vor den Cookinseln (3:0), Tahiti (1:0) und Tuvalu (1:0). Durch einen 3:2-Sieg im Halbfinale der Südpazifikspiele über die Salomonen qualifizierte sich Neukaledonien für die zweite Hauptrunde der Qualifikation, welche im Rahmen des OFC-Nationen-Pokals ausgespielt wurde (Im Finale der Südpazifikspiele besiegte man Fidschi mit 1:0). Fidschi und Vanuatu konnten mit Auswärtsunentschieden und Heimsiegen auf Distanz gehalten werden; Neuseeland jedoch erwies sich als stärker und gewann beide Spiele.
2025 gelang es der Mannschaft erstmalig, sich für das interkontinentale Play-Off-Turnier zur Fußball-Weltmeisterschaft 2026 zu qualifizieren, indem sie im Finale der 3. Runde der OFC WM-Qualifikation Neuseeland mit 3:0 unterlagen.

## Kader der Fußballnationalmannschaft von Neukaledonien
Die folgenden Spieler wurden für die Pazifikspiele 2023 nominiert.
| Nr. | Pos. | Spieler              | Einsätze | Tore | Verein                   |
| --- | ---- | -------------------- | -------- | ---- | ------------------------ |
| 1   | TW   | Rocky Nyikeine       | 23       | 0    | Hienghène Sport          |
| 16  | TW   | Mickaël Ulile        | 11       | 0    | Magenta                  |
| 2   | AB   | Gabriel Vakoume      | 3        | 0    | Kunié                    |
| 3   | AB   | William Rokaud       | 3        | 1    | Magenta                  |
| 4   | AB   | Vincent Vakié        | 4        | 0    | Kunié                    |
| 6   | AB   | Martin Makam         | 2        | 0    | Magenta                  |
| 13  | AB   | Josué Wélépane       | 1        | 0    | Tiga Sport               |
| 23  | AB   | Gianni Manmieu       | 2        | 0    | Kunié                    |
| 5   | MF   | Fonzy Ranchain       | 2        | 0    | Hienghène Sport          |
| 7   | MF   | Morgan Mathelon      | 7        | 0    | Tiga Sport               |
| 8   | MF   | Pierre Bako          | 6        | 1    | Gaïtcha                  |
| 10  | MF   | William Read         | 3        | 1    | Lössi                    |
| 11  | MF   | César Zeoula         | 35       | 10   | US Chauvigny             |
| 12  | MF   | Shene Wélépane       | 13       | 4    | Tiga Sport               |
| 15  | MF   | Gérard Waia          | 1        | 1    | Tiga Sport               |
| 17  | MF   | Jean-Jacques Katrawa | 3        | 0    | Gaïtcha                  |
| 18  | MF   | Ritchi Iwa           | 3        | 0    | Païta                    |
| 20  | MF   | Makalu Xowi          | 4        | 3    | Central Sport            |
| 21  | MF   | Robert Neoere        | 3        | 0    | Kunié                    |
| 9   | ST   | Lues Waya            | 1        | 0    | USSA Vertou              |
| 14  | ST   | Titouan Richard      | 1        | 0    | Olympique Salaise Rhodia |

## Teilnahmen an Fußball-Weltmeisterschaften
- 1930 bis 2002 – Nicht teilgenommen
- 2006 bis 2022 – Nicht qualifiziert
- 2026 – qualifiziert für das interkontinentale Play-off-Turnier

## Teilnahmen am OFC Nations Cup
- 1973 – Dritter Platz
- 1980 – Dritter Platz
- 1996 – Nicht qualifiziert
- 1998 – Nicht qualifiziert
- 2000 – Nicht qualifiziert
- 2002 – Vorrunde
- 2004 – Nicht qualifiziert
- 2008 – Zweiter Platz
- 2012 – Zweiter Platz
- 2016 – Halbfinale
- 2020 – wg. COVID-19-Pandemie abgesagt
- 2024 – qualifiziert, aber wegen der Unruhen in Neukaledonien zurückgezogen

## Teilnahmen an den Südpazifik- und Pazifikspielen
Neukaledonien nahm an allen Austragungen teil und ist mit acht Titeln Rekordsieger.
- 1963 – Sieger
- 1966 – Zweiter als Gastgeber
- 1969 – Sieger
- 1971 – Sieger
- 1975 – Zweiter
- 1979 – Vierter
- 1983 – Dritter
- 1987 – Sieger als Gastgeber
- 1991 – Dritter
- 1995 – Vorrunde
- 2003 – Zweiter
- 2007 – Sieger
- 2011 – Sieger als Gastgeber
- 2015 – Sieger
- 2019 – Zweiter
- 2023 – Sieger

## Teilnahmen am Melanesien-Cup
Neukaledonien nahm an allen bisherigen Austragungen teil und konnte außer dem ersten Platz alle anderen Plätze mindestens einmal belegen.
- 1988 – Dritter
- 1989 – Zweiter
- 1990 – Zweiter
- 1992 – Zweiter
- 1994 – Vierter
- 1998 – Fünfter (von 5 Teilnehmern)
- 2000 – Vierter

## Coupe de l’Outre-Mer
- 2008: Fünfter
- 2010: Gruppenphase (die Plätze 5 bis 8 wurden nicht ausgespielt)
- 2012: Siebter

## Bekannte Spieler
- Ramon Djamali (2003–2008), ehemaliger Kapitän Neukaledoniens
- Jose Hmae (2004–2007), Spielmacher Neukaledoniens
- Poulidor Toto (2007–2008)[3]

## Trainer
- Guy Elmour (1971–1973)
- Jules Hmeune (1977)
- Rudi Gutendorf (1980)
- Michel Clarque (2002)
- Serge Martinengo de Novack (2002–2004)
- Didier Chambaron (2007–2010)
- Christophe Coursimault (2010–2012)
- Alain Moizan (2012–2015)
- Thierry Sardo (2015–2021)
- Dominique Wacalie (2021–)